# Lema de Hensel
En matemática, el lema de Hensel, también conocido como lema de elevación de Hensel, llamado así en honor al matemático alemán Kurt Hensel, es un resultado de la aritmética modular, que establece que si un polinomio de una variable tiene una raíz simple módulo un número primo {\displaystyle p}, entonces esta raíz puede elevarse a una única raíz módulo cualquier potencia mayor de {\displaystyle p}. De manera más general, si un polinomio se factoriza módulo {\displaystyle p} en dos polinomios coprimos, esta factorización se puede elevar a una factorización módulo cualquier potencia mayor de {\displaystyle p} (el caso de raíces corresponde al caso de grado 1 para uno de los factores).
Al pasar al límite (de hecho, es un límite inverso) cuando el exponente de {\displaystyle p} tiene al infinito, sucede que la raíz o la factorización módulo {\displaystyle p} puede elevarse a una raíz o una factorización en los enteros p-ádicos.
Estos resultados han sido ampliamente generalizados, bajo el mismo nombre, para el caso de polinomios en un anillo conmutativo arbitrario, donde {\displaystyle p} es reemplazado por un ideal, y "polinomios coprimos" significa "polinomios que generan un ideal que contiene a 1".
El lema de Hensel es fundamental en el análisis p-ádico, una rama de teoría analítica de números.
La demostración del lema de Hensel es constructiva, y conduce a un algoritmo eficiente para el levantamiento Hensel, el cual es fundamental para factorizar polinomios, y proporciona el algoritmo más eficiente conocido para álgebra lineal exacta en números racionales.

## Reducción modular y levantamiento
El lema original de Hensel se refiere a la relación entre la factorización polinómica en los enteros y en los enteros módulo un número primo {\displaystyle p} y sus potencias. Puede extenderse directamente al caso donde los números enteros son reemplazados por cualquier anillo conmutativo y {\displaystyle p} se reemplaza por cualquier ideal máximo (de hecho, los ideales máximos de {\displaystyle \mathbb {Z} } tienen la forma {\displaystyle p\mathbb {Z} }, donde {\displaystyle p} es un número primo).
Para ser precisos se requiere una generalización de la aritmética modular habitual, por lo que es útil definir con precisión la terminología que se utiliza comúnmente en este contexto.
Sea {\displaystyle R} un anillo conmutativo, e {\displaystyle I} un ideal de {\displaystyle R}. Reducción módulo {\displaystyle I} se refiere a la sustitución de cada elemento de {\displaystyle R} con su imagen bajo el mapa canónico {\displaystyle R\rightarrow R/I}. Por ejemplo, si {\displaystyle f\in R[X]} es un polinomios con coeficientes en {\displaystyle R}, su reducción módulo {\displaystyle I}, denotada {\displaystyle f{\bmod {I}}} es el polinomio en {\displaystyle (R/I)[X]=R[X]/IR[X]} obtenido al reemplazar los coeficientes de {\displaystyle f} por los de su imagen en {\displaystyle R/I}. Dos polinomios {\displaystyle f} y {\displaystyle g} en {\displaystyle R[X]} son congruentes módulo {\displaystyle I}, denotado {\displaystyle f\equiv g({\bmod {I}})} si tienen los mismos coeficientes módulo {\displaystyle I}, eso es si {\displaystyle f-g\in IR[X]}.Si {\displaystyle h\in R[X]}, una factorización de {\displaystyle h} módulo {\displaystyle I} consiste en dos (o más) polinomios {\displaystyle f,g} en {\displaystyle R[X]} tal que {\displaystyle h\equiv fg({\bmod {I}})}.
El proceso de elevamiento es el inverso de la reducción. Eso es, dados objetos dependientes de los elementos de {\displaystyle R/I}, el proceso de elevamiento reemplaza esos elementos por los elementos de {\displaystyle R} (o de {\displaystyle R/I^{k}} para algún {\displaystyle k>1}) que asigna a ellos de manera que conservan las propiedades de los objetos. Por ejemplo, dado un polinomio {\displaystyle h\in R[X]} y una factorización módulo {\displaystyle I} expresada como {\displaystyle h\equiv fg({\bmod {I}})}, levantando esta factorización módulo {\displaystyle I^{k}} consiste en encontrar polinomios {\displaystyle f',g'\in R[X]} tal que {\displaystyle f'\equiv f({\bmod {I}})}, {\displaystyle g'\equiv g({\bmod {I}})}, {\displaystyle h\equiv f'g'({\bmod {I}}^{k})}. El lema de Hensel afirma que tal levantamiento siempre es posible en ciertas condiciones.

## Conceptos relacionados
Compleción de un anillo no es una condición necesaria para que el anillo tenga la propiedad Henseliana: Goro Azumaya en 1950 definió un anillo local conmutativo que satisface la propiedad Henseliana para el ideal maximal m sea un anillo Henseliano.
Masayoshi Nagata probó en la década de 1950 que para cualquier anillo local conmutativo A con ideal maximal m siempre existirá el menor anillo Ah que contiene a A tal que Ah es Henseliano con respecto a mAh. Este Ah es llamado la Henselización de A. Si A es noetheriano, Ah también es noetheriano, y Ah es manifiestamente algebraico ya que es construido como un límite de entornos étale. Esto implica que Ah es usualmente mucho menor que el completion Â mientras mantiene la propiedad Henseliana y se mantiene en la misma categoría. 